# Markiz Queensberry

## Informacje ogólne
Rodzina Douglasów należy do jednej z najbardziej prominentnych i najbardziej utytułowanych rodzin arystokratycznych w Wielkiej Brytanii. Z rodziny Douglasów wywodzi się szereg rodów arystokratycznych:
- Książęta Hamilton - używający podwójnego nazwiska Douglas-Hamilton
- Markizowie Queensberry
- Hrabiowie Morton
- Hrabiowie Selkirk

Tytuł markiza Queensbery został kreowany w parostwie Szkocji w 1682 r. dla Williama Douglasa 3. hrabiego Queensberry
- Dodatkowymi tytułami markiza Queensberry są:
  - hrabia Queensberry (ang. Earl of Queensberry) - kreowany w parostwie Szkocji w 1633 r. dla Williama Douglasa 9. barona Drumlanrig
  - wicehrabia Drumlanrig (ang. Viscount Douglas of Drumlanrig) - kreowany w 1628 r. dla Williama Douglasa 9.barona Drumlaring
  - baron Drumlanrig (ang. Lord Douglas of Drumlanrig) - kreowany w parostwie Szkocji w 1393 r. dla Williama Douglasa 1. barona Drumlanrig
  - baron Hawick (ang. Lord Douglas of Hawick) - kreowany w parostwie Szkocji w 1628 r. dla Williama Douglasa 9. barona Drumlanrig
  - baron Tibbers (ang. Lord Douglas of Tibbers) - kreowany w parostwie Szkocji w 1628 r. dla Williama Douglasa 9. barona Drumlanrig
  - baron Kelhead (ang. Lord Douglas of Kilhead) - kreowany w parostwie Szkocji przed 1708 r. dla Jamesa Douglasa 1. barona Kelhead
- Najstarszy syn księcia Queensberry nosi tytuł: wicehrabiego Drumlanrig

Hrabiowie Douglas 1. kreacji (parostwo Szkocji)
- 1358–1384: William Douglas 1. hrabia Douglas - Syn Archbalda Douglasa z Liddesdale
- 1384–1388: James Douglas 2. hrabia Douglas - Syn 1. hrabiego Douglas

Baronowie Drumlanrig 1. kreacji (parostwo Szkocji)
- 14xx - 1427: William Douglas, 1. baron Drumlanrig - Syn 2. hrabiego Douglas
- 1427–1458: William Douglas, 2. baron Drumlanrig - Syn 1. barona Drumlanrig
- 1458–1464: William Douglas, 3. baron Drumlanrig - Syn 2. barona Drumlanrig
- 1464–1484: William Douglas, 4. baron Drumlanrig - Syn 3. barona Drumlanrig
- 1484–1498: James Douglas, 5. baron Drumlanrig - Syn 4. barona Drumlanrig
- 1498–1513: William Douglas, 6. baron Drumlanrig - Syn 5. barona Drumlanrig
- 1513–1578: James Douglas, 7. baron Drumlanrig - Syn 6. barona Drumlanrig
- 1578–1615: James Douglas, 8. baron Drumlanrig - Wnuk 7. barona Drumlanrig, Syn Sir Williama Douglasa
- 1615–1633: William Douglas, 9. baron Drumlanrig - Syn 8. barona Drumlanrig

Baronowie Kelhead 1. kreacji (parostwo Szkocji)
- Sir William Douglas - Syn 1. hrabiego Queensberry
- 16xx - 1708: James Douglas 1. baron Kelhead - Syn Williama Douglasa, Wnuk 1. hrabiego Queensberry
- 1708–1733: William Douglas 2. baron Kelhead - Syn 1. barona Kelhead
- 1733–1778: John Douglas 3. baron Kelhead - Syn 2. barona Kelhead
- 1778–1783: William Douglas 4. baron Kelhead - Syn 3. barona Kelhead
- 1783–1838: Charles Douglas 6. markiz Queensberry 5. baron Kelhead - Syn 4. barona Kelhead

Hrabiowie Queensberry 1. kreacji (parostwo Szkocji)
- 1633–1640: William Douglas, 1. hrabia Queensberry - Syn 8. barona Drumlanrig
- 1640–1671: James Douglas, 2. hrabia Queensberry - Syn 1. hrabiego Queensberry
- 1671–1682: William Douglas, 3. hrabia Queensberry - Syn 2. hrabiego Queensberry

Markizowie Queensberry 1. kreacji (parostwo Szkocji)
- 1682–1695: William Douglas, 1. książę Queensberry i 1. markiz Queensberry - Syn 2. hrabiego Queensberry
- 1695–1711: James Douglas, 2. książę Queensberry i 2. markiz Queensberry - Syn 1. księcia Queensberry
- 1711–1778: Charles Douglas, 3. książę Queensberry i 3. markiz Queensberry - Syn 2. księcia Queensberry
- 1778–1810: William Douglas, 4. książę Queensberry i 4. markiz Queensberry - Kuzyn w 6 pokoleniu 3. księcia Queensberry, prawnuk 1. hrabiego Queensberry
- 1810–1837: Charles Douglas, 5. markiz Queensberry - kuzyn w 12 pokoleniu 4. księcia Queensberry Pra-Pra-Pra-Pra-Wnuk 1. hrabiego Queensberry
- 1837–1856: John Douglas, 6. markiz Queensberry - Brat 5. Markiza Queensberry, Pra-Pra-Pra-Pra-Wnuk 1. hrabiego Queensberry
- 1856–1858: Archibald William Douglas, 7. markiz Queensberry - Syn 6. Markiza Queensberry
- 1858–1900: John Sholto Douglas, 8. markiz Queensberry - Syn 7. Markiza Queensberry
- 1900–1920: Peryc Sholto Douglas, 9. markiz Queensberry - Syn 8. Markiza Queensberry
- 1920–1954: Francis Archibald Kelhead Douglas, 10. markiz Queensberry - Syn 9. Markiza Queensberry
- 1954 -: David Harrington Angus Douglas, 11. markiz Queensberry - Syn 10. Markiza Queensberry

Następca 12. markiza Queensberry: Sholto Francis Guy Douglas, wicehrabia Drumlanrig - Syn 11. Markiza Queensberry